# Cindy liebt mich nicht
Cindy liebt mich nicht ist ein deutscher Liebesfilm von Hannah Schweier aus dem Jahr 2010 mit Anne Schäfer, Clemens Schick und Peter Weiss. Es ist der erste Langfilm Schweiers, der auf einem Roman aus dem Jahr 2005 basiert. Gleichzeitig beendete sie damit erfolgreich ihr Studium an der Filmakademie Baden-Württemberg.

## Handlung
Franz ist Ende zwanzig und arbeitet als Barkeeper in der Mannheimer Bar Cindy liebt mich nicht. Am Tresen plaudert er regelmäßig bis in die Nacht hinein mit seinem Chef Rainer und dem Stammgast Zvgalsky  über Gott und die Welt. Seine wechselnden Beziehungen bedeuten ihm nicht viel; er lebt vielmehr in den Tag hinein. Er lebt in einer spartanisch eingerichteten Wohnung und fährt einen alten, grün-braunen, nicht sehr gepflegten Passat. Ihm liegt viel daran, sich nicht in Träumereien zu verlieren. Eines Abends lernt er die Krankenschwester Maria kennen, die ihn unvermittelt anspricht. Nach Schichtende begleitet sie ihn nach Hause und fragt Franz, ob er Interesse an einer Beziehung habe. Die beiden kommen zusammen und Franz´ bislang unverbindliches Leben gerät durcheinander. Kurz darauf ist Maria verschwunden.
David arbeitet als Referendar bei einer Staatsanwaltschaft. Er ist in einem ähnlichen Alter wie Franz und gewöhnt sich nach und nach an das bürgerliche Leben mit einem vorhersehbaren Tagesablauf. Stets akkurat gekleidet ist er auf dem Sprung zu einer Festanstellung als Staatsanwalt, die ihm ein auskömmliches und planbares Leben verschaffen wird. Allerdings ist er sich nicht sicher, ob er dieses Leben wirklich will. Eines Abends lernt auch er Maria kennen und verliebt sich in die Frau, bis sie unverhofft verschwindet.
Durch einen Zufall erfährt Franz durch Zvgalsky, dass dieser einen jungen Staatsanwalt kennt, der ebenfalls auf der Suche nach einer Maria sei. Franz sucht David im Gerichtsgebäude auf und fragt ihn nach Maria aus. Die beiden erkennen, dass sie in dieselbe Frau verliebt sind und in den vergangenen Monaten Teil einer Dreiecksbeziehung waren. Sie hegen eine starke Abneigung gegeneinander, da Maria mit beiden trotz ihres sehr unterschiedlichen Charakters zusammen war. David macht Franz aber auch klar, dass er Maria nur mit seiner Hilfe wiederfinden wird – er kennt ihren Nachnamen und weiß, wo ihre Eltern wohnen.
Gemeinsam bricht das ungleiche Paar zu einer Suche nach der Verschwundenen auf. Die Reise führt sie zu Marias Mutter, die in einem Ort namens Philadelphia wohnt. Die Mutter schweigt sich über den Aufenthaltsort Marias aus und will die beiden Männer beschwichtigen, indem sie ihnen sagt, dass es Maria gut gehe. David entdeckt einen an Maria gerichteten Brief und nimmt ihn heimlich mit. Die beiden Männer erfahren daraus, dass Maria einen Aufnahmeantrag in eine psychiatrische Klinik gestellt hat.  David sagt daraufhin seine erste eigene Gerichtsverhandlung ab und überredet Franz, gemeinsam die Klinik aufzusuchen. Sie treffen am Abend dort ein und stoßen auf einen Pfleger. Er spielt mit der Unsicherheit der beiden Männer: Er stellt ihnen Pflegerbekleidung zur Verfügung und verspricht, ihnen mehr über Maria zu erzählen, wenn sie seine Nachtschicht übernehmen. Kurz darauf verschwindet er. Ihre Befürchtungen, die Nacht in der Klinik mit Patienten zu verbringen, denen sie im Notfall nicht helfen können, bestätigen sich jedoch nicht. Franz unterhält sich vielmehr angeregt mit Gabriela, einer attraktiven Frau, die auf Grund ihrer Depressionen in der Klinik behandelt wird. Am nächsten Tag kehrt der Pfleger zurück und offenbart den beiden, dass Maria nicht hier sei. Vielmehr müssten sie nach Dänemark reisen, um dort mehr über sie zu erfahren.
Franz und David machen sich auf den Weg. Auf der Reise freunden sich die beiden ungleichen Männer langsam an, gleichzeitig wächst die Spannung zwischen den beiden, für wen sich Maria entscheiden wird, wenn sie sie wiedersehen. Sie erkennen aber auch, dass sich ihr bisheriges Leben, ständig auf der Suche nach etwas anderem und besserem, so nicht weiterführen lässt. In Dänemark angekommen stehen sie vor dem Haus, dessen Adresse sie von dem Pfleger erhalten haben. Durch ein geöffnetes Fenster hören sie die Stimme von Maria, doch es öffnet ihnen nur Olaf, ein Mann in einem ähnlichen Alter wie die beiden. Franz und David sind geschockt, als sie erfahren, dass er der Ehemann von Maria ist, der bereits seit sieben Jahren mit ihr verheiratet ist. Sie schauen sich gemeinsam ein Video von Maria an und erkennen, dass sie unter Depressionen leidet, die es ihr unmöglich macht, eine Beziehung mit nur einem Menschen zu führen. Vielmehr bereitet ihr das Gefühl, zu lieben und geliebt zu werden, das höchste Gefühl an Lebendigkeit. Hinzu kommt, dass bei ihr Fiktion und reales Leben verschwimmen – in dem Video erzählt sie von einer Cindy, die nicht fähig ist, zu lieben. Ihr Ehemann weiß um ihre Schwäche, liebt sie aber dennoch und hofft, dass Maria bald zu ihm zurückkehrt. David und Franz müssen erkennen, dass keiner von ihnen Maria für sich gewinnen wird. Sie kehren nach Deutschland zurück. David leiht sich von Franz sein Fahrzeug und fährt von der Fähre hinunter in eine ungewisse Zukunft. Franz verlässt die Fähre zu Fuß und kann sich auch nicht sicher sein, wie sein Leben künftig verlaufen wird. Beide wissen, dass sich ihr Leben durch Maria verändert hat, auch wenn es für beide keine Zukunft mit ihr geben wird.

## Kritik
Die Frankfurter Allgemeine Zeitung lobte die junge Regisseurin. Ihr sei „ein melancholischer Blick auf die Welt der Menschen um die Dreißig gelungen. Ein gegenwartsnaher Film aus Deutschland, in dem erfrischenderweise weder das Internet noch Berlin eine Rolle spielen. Poetische Bilder, lebensnahe Dialoge und großartige Schauspieler genügen dieser ungewöhnlichen Liebesgeschichte.“ Die Berliner Zeitung kam zu dem Schluss: „Ein Muss für alle Männer, die ihre Spezies noch immer für „das starke Geschlecht“ halten, und für alle Frauen, die endlich mal lernen wollen, wie sie ewig gestrigen Möchtegernmachos eine Lektion erteilen können.“ Demgegenüber kritisierte die Cinema: „Hannah Schweiers Romanadaption ist nicht perfekt. Die Dialoge klingen manchmal wie auswendig gelernt, und einzelne Figuren wirken in ihrer Exzentrik allzu gewollt. Doch im Zusammenspiel der beiden Hauptdarsteller […] findet der Film eine wunderbar lakonische Balance. Als Liebesballade überzeugt ‚Cindy liebt mich nicht‘ nur bedingt, als Buddy-Movie funktioniert er dagegen bestens. Fazit: Die Spielfreude der Darsteller entschädigt für einige Konstruktionsschwächen der Story“. Und kino.de kommt zu dem folgenden Schluss: „Debütantin Hannah Schweiers Drehbuch benötigt eine Zeit lang, bis es in Fahrt kommt, ihre Regie bleibt zunächst spröde, entwickelt aber im Verlauf des Roadmovies Sympathie für ihre perfekt besetzten Figuren und betrachtet das Leben als eine Abfolge zunehmend absurder wiewohl befreiender (Selbst)Erkenntnisse.“ Widescreen fasst den Film wie folgt zusammen: „Die Dialoge haben leichten Soap-Charakter, ein paar Situationen wirken aufgesetzt und überzeichnet. Doch am Ende steht ein Roadmovie mit sanfter Melancholie.“

## Aufführungen und DVD-Vertrieb
Der Film wurde am 15. Februar 2010 erstmals auf der Berlinale in der Sektion „Perspektive Deutscher Film“. Der Kinostart fand am 10. Juni 2010,  die Erstaufführung im Fernsehen am 25. Juni 2011 im ZDF statt. Weiterhin war der Film im Zuge des Kleinen Fernsehspiels 2012 zu sehen. Eine Aufführung mit Audiodeskription fand am 8. Mai 2014 im Kleisthaus in Berlin statt. Eine DVD erschien am 14. Januar 2011.

## Sonstiges
- Als musikalisches Leitmotiv ist am Ende des Films das Lied „Willst du mit mir geh´n“ der israelischen Filmschauspielerin und Sängerin Daliah Lavi zu hören.
- Die Szenen im Krankenhaus wurden im Heilig-Geist-Spital in Bensheim gedreht.[7] Weitere Drehorte waren Mannheim, Karlsruhe und Gedser in Dänemark.
- Für die Aufnahmen in der Bar stand die Onkel-Otto-Bar in Mannheim-Jungbusch zur Verfügung.
- Die beiden Männer suchen den Ort Philadelphia auf, der – laut Postleitzahl auf Marias Brief – in der Leitzone 9 liegen soll. In Deutschland existiert aber nur ein Ortsteil Philadelphia, der zu Storkow (Mark) im Landkreis Oder-Spree in Brandenburg liegt.
- Die Produktion führte die av medien penrose in Stuttgart in Koproduktion mit Penrose Film (Berlin), dem „ZDF Das kleine Fernsehspiel“ sowie der Filmakademie Baden-Württemberg durch.  Der Verleih erfolgt durch Reverse Angle Pictures im Vertrieb von Neue Visionen.
- Die Aufnahmen zum Vorstellungsgespräch wurden in den Räumen der Mannheimer Versicherung gedreht.